# RV Atlantis (AGOR-25)
Pour les articles homonymes, voir Atlantis.
Le R/V Atlantis est un navire de recherche océanographique exploité par l'Institut océanographique de Woods Hole  dans le cadre de la flotte UNOLS (University-National Oceanographic Laboratory System-Système de laboratoires océanographiques nationaux). Il est le navire hôte du submersible Alvin (DSV-2) et de son équipage. Ce navire doit son nom au premier navire de recherche exploité par le Woods Hole Oceanographic Institution , le voilier RV Atlantis, qui porte également le nom de la navette spatiale américaine Atlantis.

## Construction dans le Mississippi
L'Atlantis a été construit par Halter Marine Inc. à Gulfport, Mississippi. Le navire a été fixé en août 1994 et lancée en février 1996. Il a été livré à l'United States Navy le 25 février 1998 sous le nom de R/V Atlantis (T-AGOR-25) de la classe Thomas G. Thompson, navire de recherche océanographique.

## Équipement de pont
- 2 Treuils :
- 2 Grues :
- Laboratoires : (326,7 m2)
- Hangars :
- Système d'égouts: Système de rinçage Envirovac

## Sister ships
L'Atlantis et trois autres navires de recherche ont tous été construits sur le même modèle de base. Les trois navires sœurs sont RV Thomas G. Thompson (T-AGOR-23) (Université de Washington), le RV Roger Revelle (AGOR-24) (Institut d'océanographie Scripps) et le NOAAS Ronald H. Brown (R 104) (National Oceanic and Atmospheric Administration).

### Note et référence
1. ↑  Research Vessel Atlantis - site NOAA

- (en) Cet article est partiellement ou en totalité issu de l’article de Wikipédia en anglais intitulé « RV Atlantis (AGOR-25) » (voir la liste des auteurs).